# Skeeter Skelton
Charles Allan "Skeeter" Skelton (01 de maio de 1928 Hereford, Texas — 17 de janeiro de 1988 El Paso, Texas), era um oficial de aplicação da lei e escritor sobre armas de fogo. [carece de fontes?]
Depois de servir no Corpo de Fuzileiros Navais dos Estados Unidos de 1945 a 1946, ele iniciou uma carreira de policial, que incluía serviço na United States Border Patrol dos Estados Unidos, um mandato como xerife do Condado de Deaf Smith, Texas, investigador do United States Customs Service e Agente Especial na Drug Enforcement Administration. Depois que seu primeiro artigo publicado nacionalmente chegou às bancas em setembro de 1959, Skelton começou a escrever meio período para periódicos sobre armas de fogo. Em 1974, ele se aposentou da DEA e se concentrou em tempo integral em seus artigos.